# تو كريكز (ويسكونسن)
تو كريكز (بالإنجليزية: Two Creeks, Wisconsin)‏ هي بلدة تقع بولاية ويسكونسن في الولايات المتحدة. تبلغ مساحتها 38.5 (كم²)، وترتفع عن سطح البحر 200 م، بلغ عدد سكانها 551 نسمة في عام 2000 حسب إحصاء مكتب تعداد الولايات المتحدة وتصل الكثافة السكانية فيها 14.3 نسمة/كم2.

## وصلات خارجية
- http://www.townoftwocreeks.com/
- The US50 - Cities and Towns in Wisconsin State
- Wisconsin Cities and Towns, Facts, Map, Flag, Colleges, Government, and More